# San Miguel Topilejo
 (juin 2018).
Si vous disposez d'ouvrages ou d'articles de référence ou si vous connaissez des sites web de qualité traitant du thème abordé ici, merci de compléter l'article en donnant les références utiles à sa vérifiabilité et en les liant à la section « Notes et références ».
San Miguel Topilejo est une communauté au sud de Mexico, dans la délégation Tlalpan, considérée comme un des 8 villages de Tlalpan[réf. nécessaire]. 
La ville compte 34 603 habitants et se trouve à 2 649 m d'altitude.
Le mot «Topilejo» vient du nahuatl « topila » et signifie « il qui emporte le précieuse baguette de commandement », «lieu d'abondance des bourdons », ou « lieu pour trouver bâtons de la justice »[pas clair][réf. nécessaire].